# コタ・バハル駅
コタ・バハル駅 （コタ・バハルえき、マレー語:Kota Baharu Railway Station）は、マレーシアのペラ州コタ・バハルにある、マレー鉄道ウエスト・コースト線の駅である。

## 概要
旅客列車は停車しない。

## 歴史
- 1894年4月27日 - 駅開業。（バトゥ・ガジャ～コタ・バハル間の開業による）

## 駅構造
単式ホーム1面1線をもつ地上駅である。駅舎は北東側にあり、下りホームに面している。上り線にホームはない。
駅南方の上り線外側に貨物側線が2本あり、貨物列車が発着する。